# Magyar kártya
| A magyar kártya színei  | piros | tök  | makk  | zöld |
| A francia kártya színei | kőr   | káró | treff | pikk |

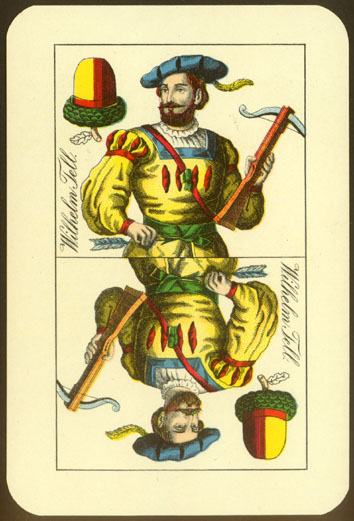
A bécsi Piatnik Ferdinánd kártyafestő makk felső lapja Tell Vilmos ábrázolásával, elődje Schneider József kártyarajza volt, ami tükörképessége miatt népszerű lett a játékosok körében egész Közép-Európában (1864)

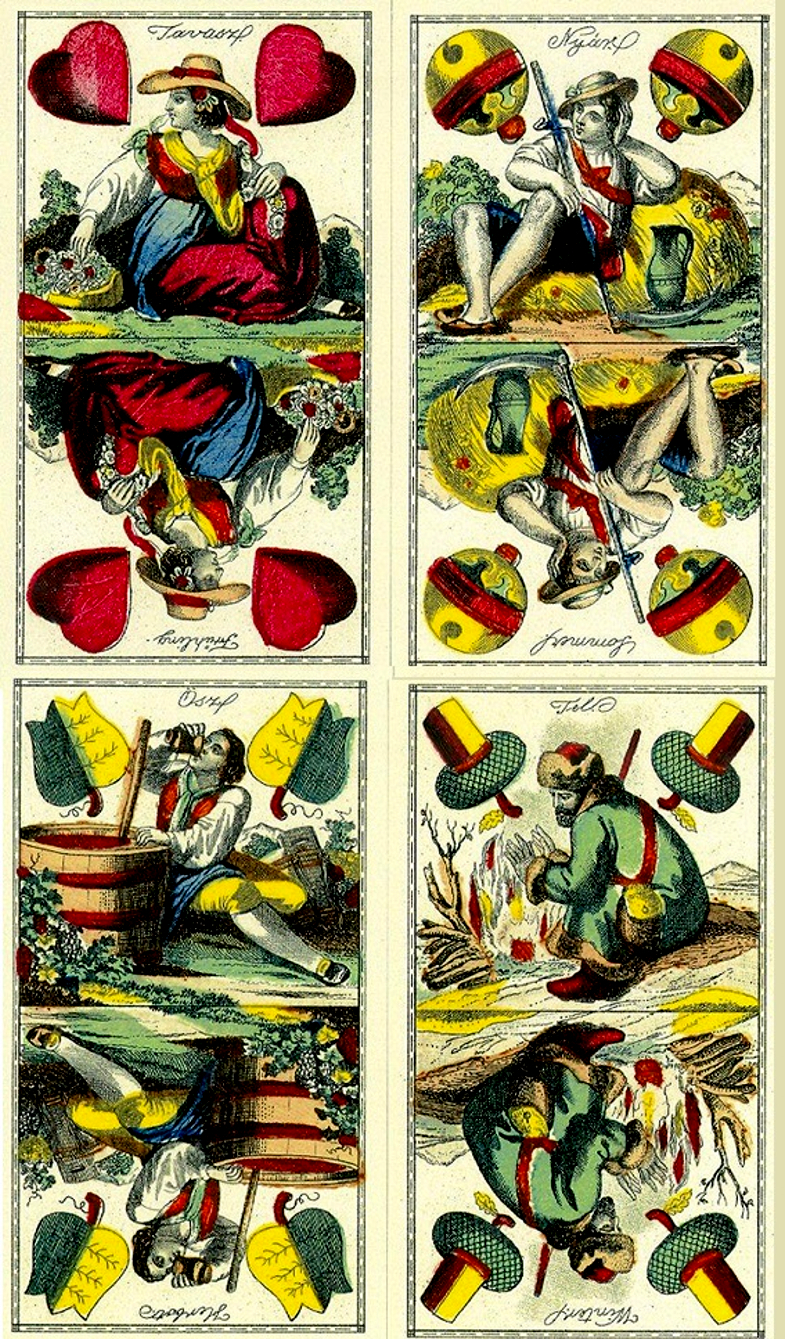
Ász lapok a Trefl 32 lapos magyar kártya csomagja és a Piatnik magyar kártya 33 lap No. 1813 sz. tipusa alapján. A magyar kártya ász lapjaira Schneider József és Chwalowsky Ödön pesti kártyafestő 1836 körül az évszakok allegóriáit festette Schneider kártyarajzainak tükörképessége miatt hamarosan népszerű lett Közép-Európában és minden kártyagyár felhasználta a kiadványaihoz

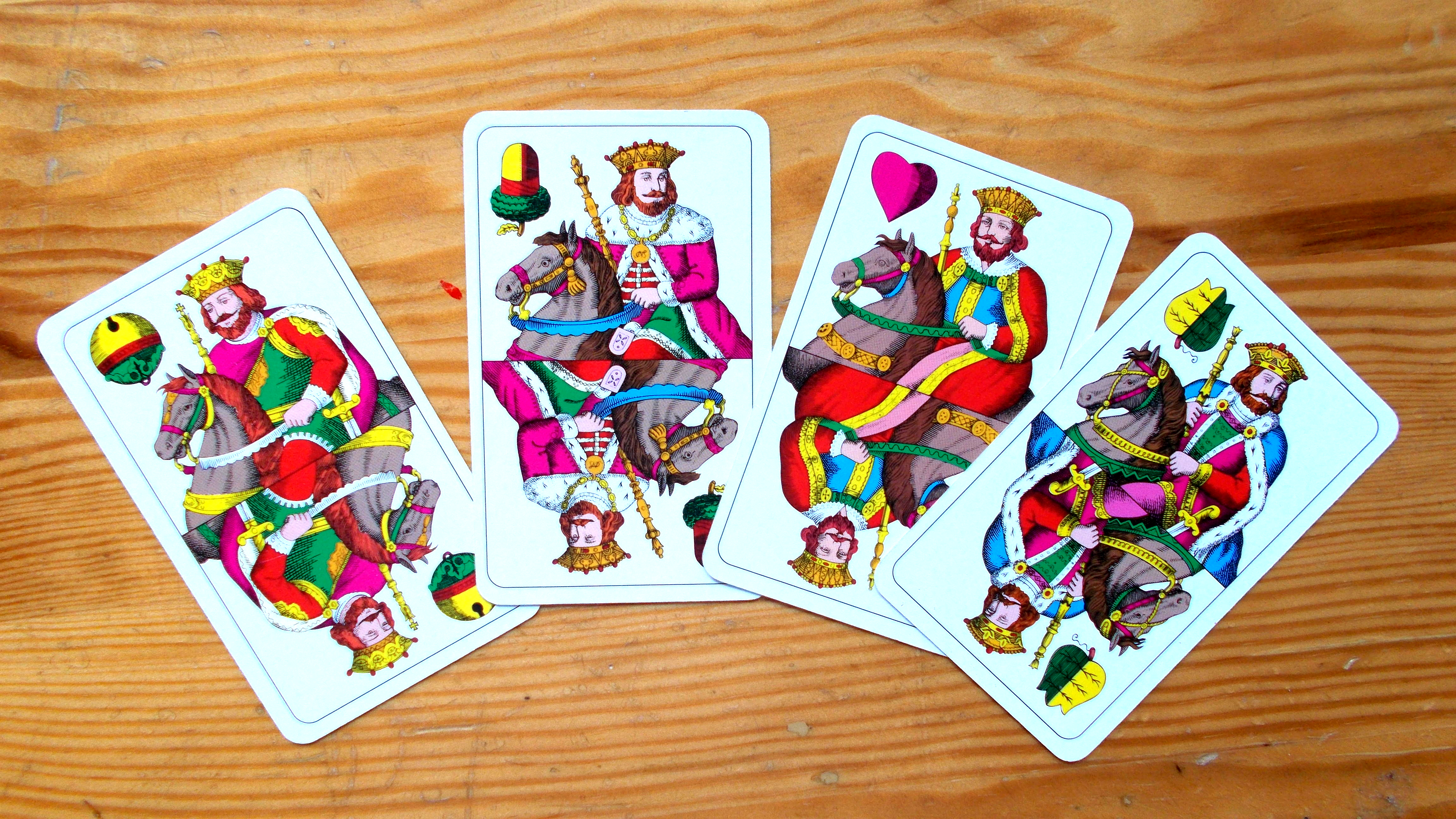
A magyar kártya névtelen király lapjai, a lovas királyok szimbólumai már a 16. századbeli kártyákon is megjelentek, a biedermeier kártyaképeket az 1860-as években bécsi metszetkészítők újították meg

A magyar kártya, más néven Tell-kártya 32 vagy 36 lapos kártyatípus, a legismertebb magyar kártyajátékok eszköze, Schneider József pesti kártyafestő 1836-os találmánya, mely Friedrich Schiller: Tell Vilmos című, nagy sikerű, 1804-ben megjelent színdarabja alapján készült. Magyarországon és a német nyelvterületen a legelterjedtebb, Európa jelentős részén a francia kártya után a legkedveltebb játékkártyatípus, azonban a világon a legnépszerűbb kártyajátékok nagy részét ez utóbbival, és nem magyar kártyával játsszák.

## Főbb jellemzői
Magyarországon a kártya színei és a lapok kártyaképei többször is változtak története során. A Magyarországon, Ausztriában, Erdélyben, Szlovéniában, Csehországban, Horvátországban, Szlovákiában és Dél-Tirolban is használatos, a svájci szabadságharc szereplőit is ábrázoló, 32 vagy 36 lapos kártyacsomagot a magyarság körében magyar kártyának nevezik. Másik elnevezése a Tell-kártya, amelyet négyféleképpen is neveztek (Kettős német, Helvét-német, „Doppeldeutsche”, Négy évszak). Az angol nyelvű szakirodalomban a kártyatörténészek körében Tell or Seasons Pattern az elnevezése.
A magyar kártya egyik fő jellegzetessége az egyes színek ász lapjain látható évszakallegóriák, a másik pedig a 8 darab alsó és felső lapon a svájci kantonok középkori szabadságharcának alakjai, a Tell-mitológia szereplői láthatóak tükörképesen. Ezt a kártyát csak a magyarországi használói nevezik magyar kártyának, Ausztriában kétfejű vagy kettős németnek hívják, a német színek és a Tell-motívumos lapok tükörképes elrendezése miatt.
Eleinte szenteket ábrázoltak a német kártyalapok és nagyméretűek voltak. A 14. században annyira elterjedt a kártyázás szokása Németországban, hogy korlátozni kellett. 
a kiket halálra itéltek és tömlöcben tartanak, nem csak akkor kínlódnak, mikor vagdaltatnak, hanem, ha kockát vagy kártyát jádczanak is, szünetlen gyötrődnek … Nem kártya az szent irás, nem jáccótársaid a szentek, a lelki dolgok között ne makktronfoskoggyál
A német kártyák színeinek száma néhány régi játékban 5, sőt 12, végül idővel a 4 színű kártya alakult ki, s ez a típus honosodott meg Magyarországon is. A német kártya lapjain mind a négy színben volt négy figura — zászló, alsó, felső és király. Először a zászló alakult át tízessé, a kettesből (kétszem) lett az ász, a hármas, négyes, ötös és hatos pedig elmaradt, így vált 32 lapos kártyává. A 19. század közepétől a Bécsből átvett tiroli, salzburgi mintájú kártya honosodott meg. A korai kártyafestők a négy színhez aztán különféle szabadon választott szimbólumokat válogattak. Az arisztokrácia számára készült kártyákon sólymok, sólyomszárnyak és kócsagok, a nőknek készült kártyákon virágok és állatok szerepeltek. A magyar kártya neve kezdetben helvét- vagy svájci-német volt, mert ugyanazokat a színeket használta (piros vagy szív, zöld vagy levél, makk vagy treff és tök (a vadászsólymok nyakába akasztható kis pergő csengő, de a magyar nyelvben a német schelle, csengettyű szó helyett a tök honosodott meg), mint a korai 15. században kialakult német kártya. Az egyik Magyarországon felbukkant legkorábbi kártyanyomtatvány 1563-ból származik.
A német kártya négy szimbóluma a négy társadalmi rendet jelképezte, a piros a papságot, a zöld a polgárságot, a makk a parasztságot, tök (csengő) pedig a nemességet szimbolizálta. A kártyák számozása a következő: VII, VIII, IX, X, alsó (vagy baka), felső (vagy filkó, fölső), király (vagy csikó) és ász (vagy disznó). Néhány változatban a VI-os is szerepel, így egészül ki 36 laposra a csomag. A tök VI-os néhány játékban joker-szerepet kap (más változatokban a tök VII-es), és vélének („Welli”) nevezik.
Az idővel így kialakult magyar kártyalapokat egyedi képek illusztrálták, amelyek az 1789-es francia forradalom után, de még az 1848–49-es forradalom és szabadságharc előtt születtek, amikor forradalmi mozgalmak ébredtek Európa-szerte. 
Tell Vilmost és fiát kártyán első ízben Johann Hieronymus Löschenkohl festette meg 1806-ban a botanikai kártyalap sorozatának egy lapján.
A reformkorban Pest-Budán már több kártyafestő működött. Sokáig úgy hitték, hogy a Tell-motívumos kártyacsomag a bécsi Ferdinand Piatnik kártyafestő műhelyének alkotása, ám 1973-ban megtalálták a széria ős-darabját, amikor Sylvia Mann angol kártyagyűjtő és kártyatörténész megvásárolta azt egy magángyűjtőtől, amin szerepelt a feltaláló és készítő Schneider József, egy pesti kártyafestő mester neve. Schneider a svájci szabadságharc legendás szereplőit festette a kártya lapjaira, mivel ha magyar történelmi személyiségeket, szabadságharcosokat festett volna, az akkori erős cenzúra soha nem engedte volna forgalmazni a kártyákat.
Az ászok a négy évszakot mutatják be: a piros ász a tavasz, a tök ász a nyár, a zöld ász az ősz és a makk ász a tél. Az alsókon és a felsőkön a Schiller által 1804-ben írt, és 1827-ben Kolozsvárott bemutatott Tell Vilmos-dráma alakjai láthatók (piros alsó: kuoni pásztor, makk alsó: Harras Rudolf, zöld alsó: Fürst Walter, tök alsó: Reding Itell, piros felső: Geszler Hermann, makk felső: Tell Vilmos, zöld felső: Rudenz Ulrich, tök felső: Stüszi vadász). A VIII-IX. lapok a Tell Vilmos-történetet mesélik (piros VIII: Tell Vilmos csónakban evez, tök VIII: Tell Vilmos búcsúzik feleségétől és fiától, tök IX: Geszler kalapja a póznán). A dráma egyéb jeleneteit, eseményeit, helyszíneit tájábrázolások mutatják be a lapokon.
A svájci Tell-mondának történelmi alapja van, 1308. Újév napján tört ki a svájci népfelkelés, ami után a kantonok szövetségre léptek egymással és elűzték a Habsburg császár helytartóját.
Érdekesség, hogy bár a kártyákon szereplő karakterek svájciak, Svájcban a magyar kártya nagyrészt ismeretlen, pedig a 19. században Svájcban történelemtagadásért még börtönbe is kerülhetett az, aki kétségbe vonta Tell Vilmos történetének hitelességét.

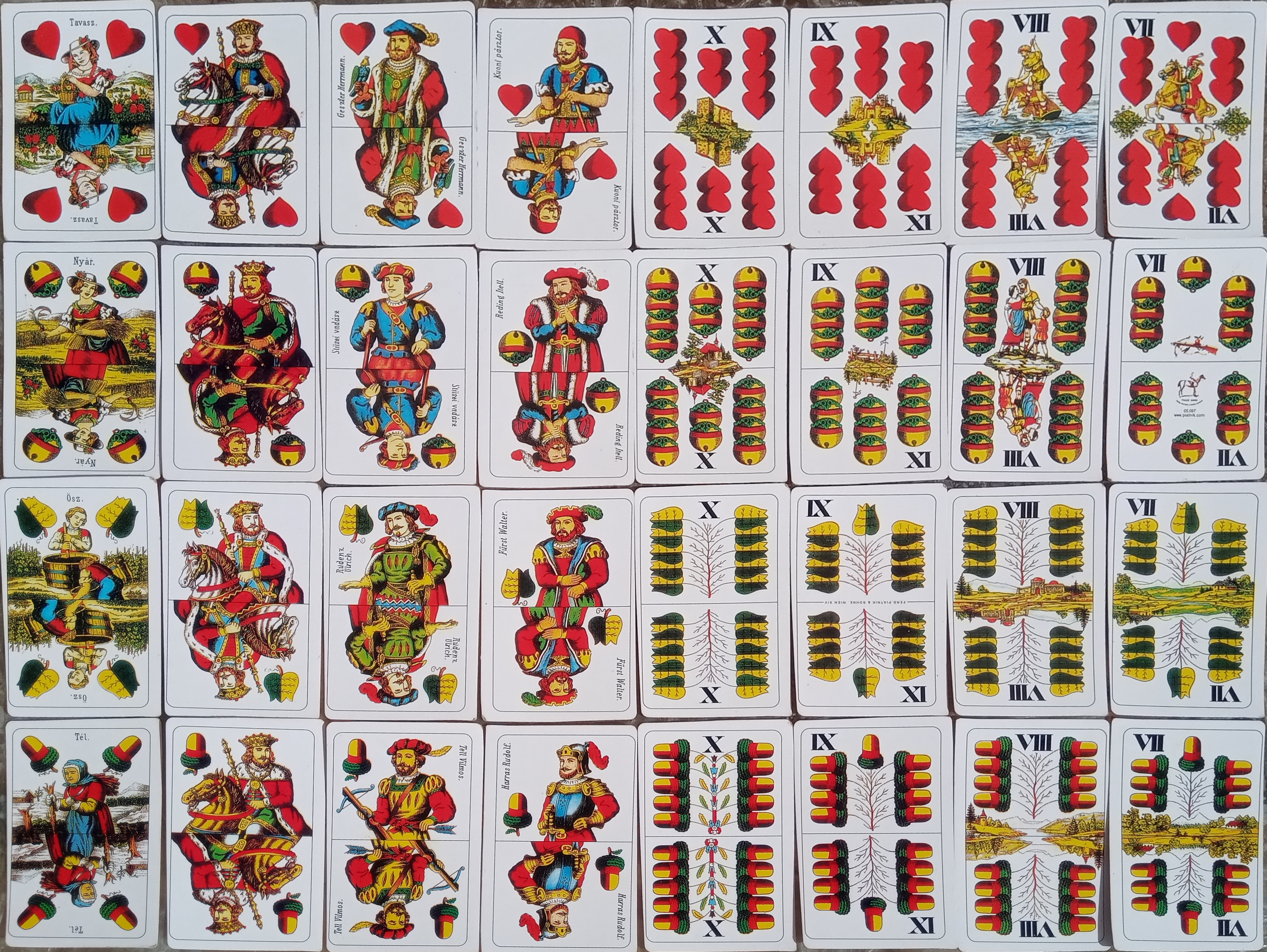
Egyben. Schneider a Tell-alakokat és az évszakok allegóriáját tette hozzá. Ezt a Tell-mintázatú német sorozatjelű kártyát nevezzük úgy, hogy: magyar kártya.

### A német-magyar feliratok a korai Tell-kártyán
- Piros (Herz) felső: "Hermann Gessler" / "Geszler Hermann"
- Tök (Schelle) felső: "Stüssi d. Flurschütz"[20] / "Stüszi vadász"
- Zöld (Blatt) felső: "Ulrich v. Rudenz" / "Rudenz Ulrich"
- Makk (Eichel) felső: "Wilhelm Tell" / "Tell Vilmos"
- Piros (Herz) alsó: "Kuoni d. Hirt" / "Kuoni pásztor"
- Tök (Schelle) alsó: "Itell Reding" / "Reding Itell"
- Zöld (Blatt) alsó: "Walter Fürst" / "Fürst Walter"
- Makk (Eichel) alsó: "Rudolf Harras" / "Harras Rudolf"

A bécsi változatban a tök felső képét Arnold von Melchtal, a piros alsó képét Werner Stauffacher képére cserélték le, akik szintén a Schiller-dráma szereplői voltak (ahogy Stüszi vadász és Kuoni pásztor), de a svájci polgárháborúban fontosabb szerepet játszottak. A legelterjedtebb mai kártyaváltozatokon von Melchtal és Stauffacher portréi szerepelnek hibás felirattal.
A magyar kártyával játszott játékok közül a legismertebbek az ulti, a snapszer vagy 66, a ferbli, a felsős, a zsírozás, a tartli, a makaó, a lórum és a kurucos.

## Előzmények

### Hofämterspiel

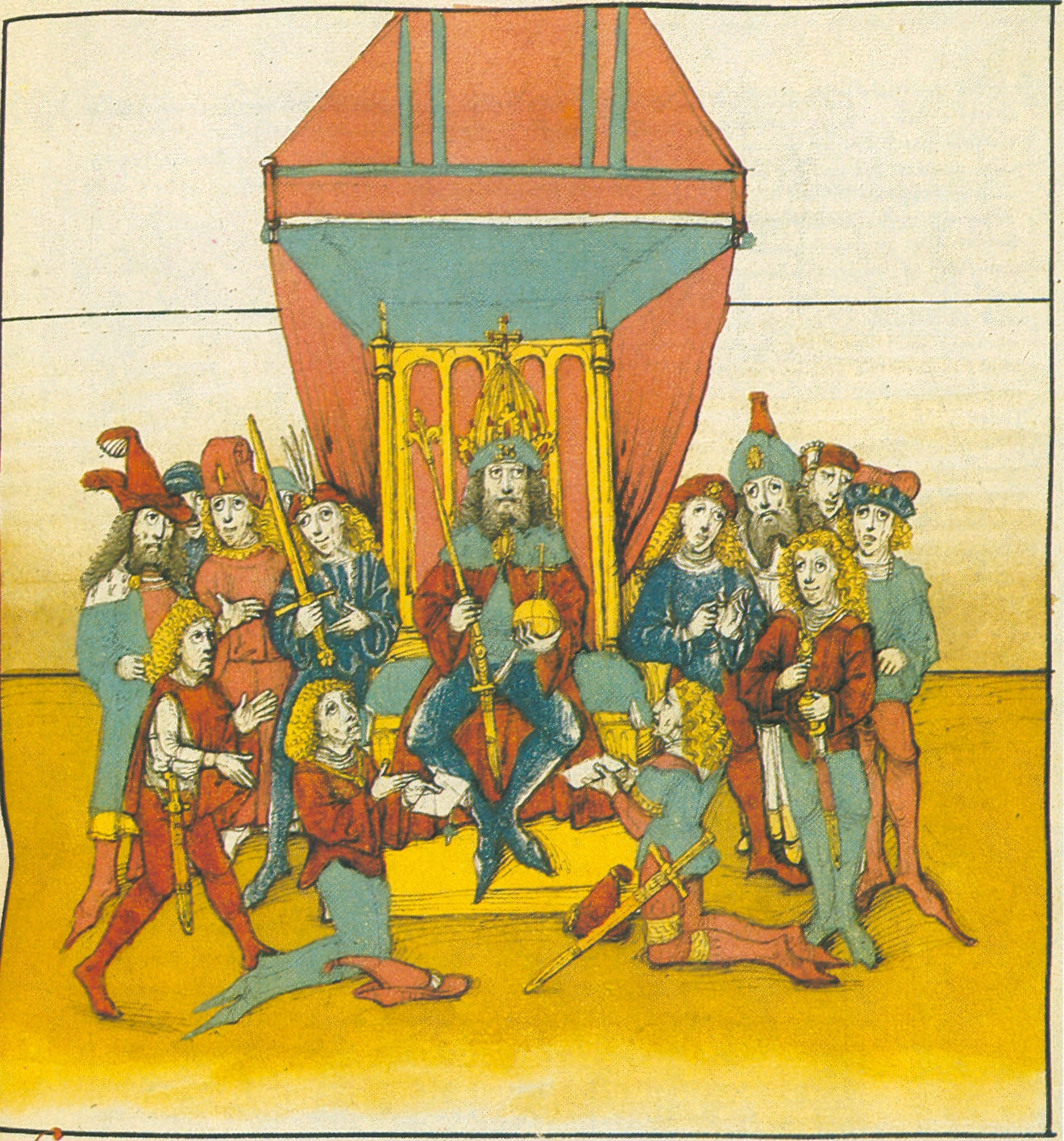
Zsigmond király udvaroncai körében (1485)

Zsigmondnak, német-római császárnak, Magyarország, Csehország, Itália, Dalmácia, Horvátország, Ráma, Szerbia, Galícia, Lodoméria, Kumánia és Bulgária királyának, Szilézia és Luxemburg hercegének, Morvaország és Brandenburg őrgrófjának udvarában létezett egy kártyajáték, a neve Ambraser Hofämterspiel, amelyet a bécsi Kunsthistorisches Museumban őriznek és a középkori udvari tisztviselők játéka volt. A 48 lappal akár 8 játékos is kártyázhatott, de a játék szabályai mára már nem ismertek. A lapok a magyar, német, cseh és francia királyi udvarokhoz tartozó személyeket ábrázoltak, amelyek hierarchikusan voltak rendezve, az alacsonyabb rangú udvaroncoktól a legmagasabb rangúakig terjedtek. A kártyák színei a különböző országok címerképei voltak, köztük a vörös-ezüst színezésű magyar sávos lapok. A kártyalapok 12 négyes csoportot alkottak, amelyeket I-től X-ig számoztak. Ezekhez társult még a királynék és a királyok udvartartáshoz tartozó személyek figuráinak négy-négy kártyából álló csoportja. A különféle királyi udvarok címerpajzsai a későbbi magyar kártya színeinek (piros, zöld, makk, tök) előképei.
| Számérték | A cseh udvar  | A francia udvar | A német udvar | A magyar udvar               | A magyar kártyalap |  |
| --------- | ------------- | --------------- | ------------- | ---------------------------- | ------------------ |  |
| ...       | König         | König           | König         | König (király)               | ˇ                  |  |
| ...       | Königin       | Königin         | Königin       | Königin (királynő)           |                    |  |
| X         | Hofmeister    | Hofmeister      | Hofmeister    | Hofmeister (udvarmester)     | ˇ                  |  |
| IX        | Marschalk     | Marschalk       | Marschalk     | Marschalk (lovászmester)     |                    |  |
| VIII      | Artzt         | Hofmeistryn     | Capplan       | Kantzler (kancellár)         |                    |  |
| VII       | Kammermeister | Schenk          | Truchses      | Kuchenmeister (konyhamester) |                    |  |
| VI        | Jungfrawe     | Jungfrawe       | Jungfrawe     | Jungfrawe (szűz)             |                    |  |
| V         | Valkner       | Koch            | Kellner       | Schütze (íjász)              |                    |  |
| IIII      | Trompeter     | Marstaler       | Barbier       | Trompeter (trombitás)        |                    |  |
| III       | Herold        | Hofschneider    | Renner        | Fischer (halász)             |                    |  |
| II        | Hefneryn      | Jeger           | Bote          | Pfister (pék)                |                    |  |
| I         | Narr          | Nerryn          | Narr          | Nerryn (bolond)              |                    |  |

### Néhány lap a német királyi udvar lapjai közül

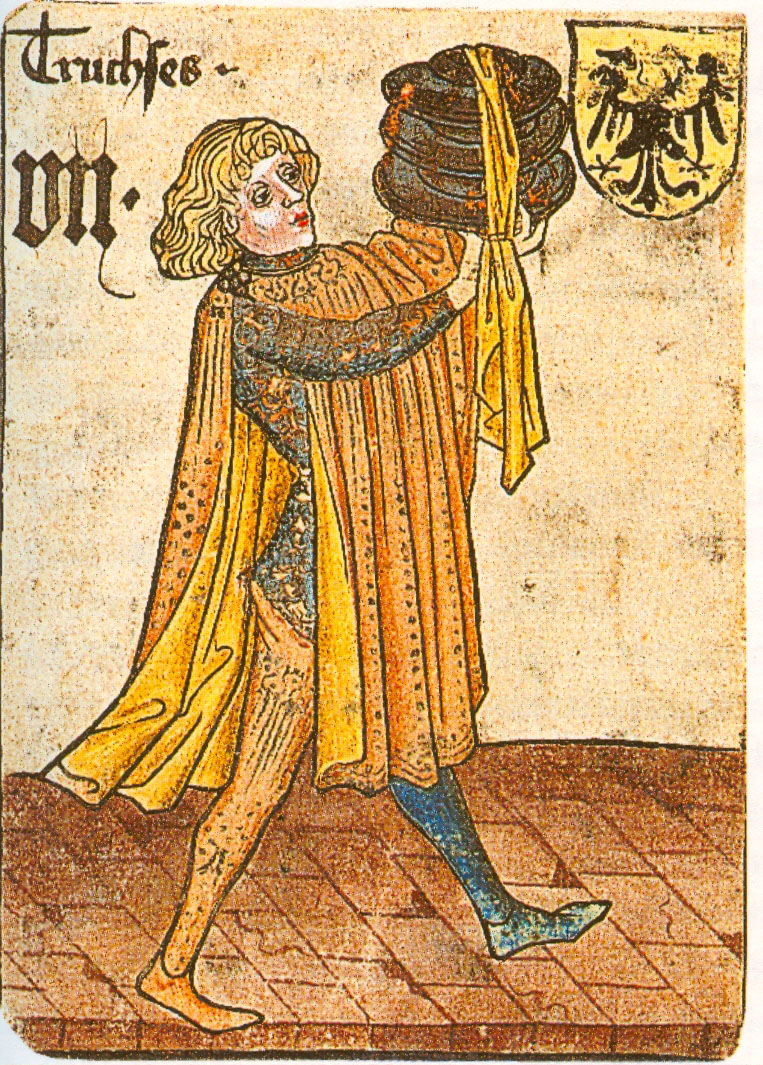
Der Truchseß
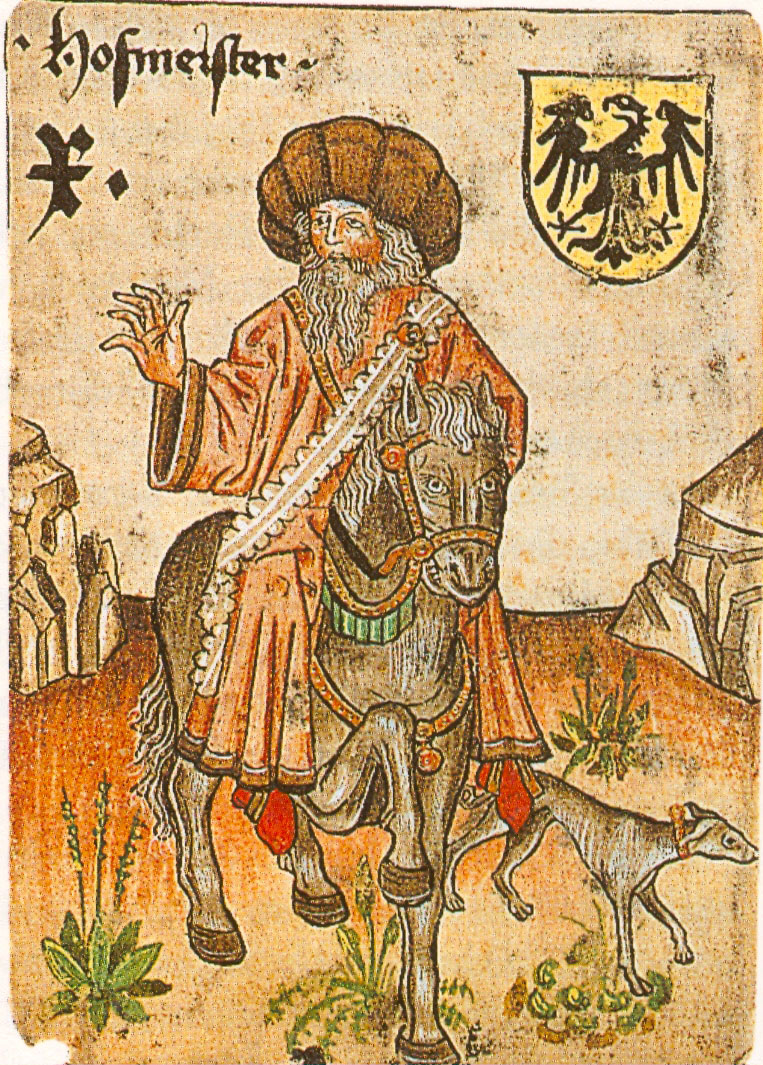
Der Hofmeister
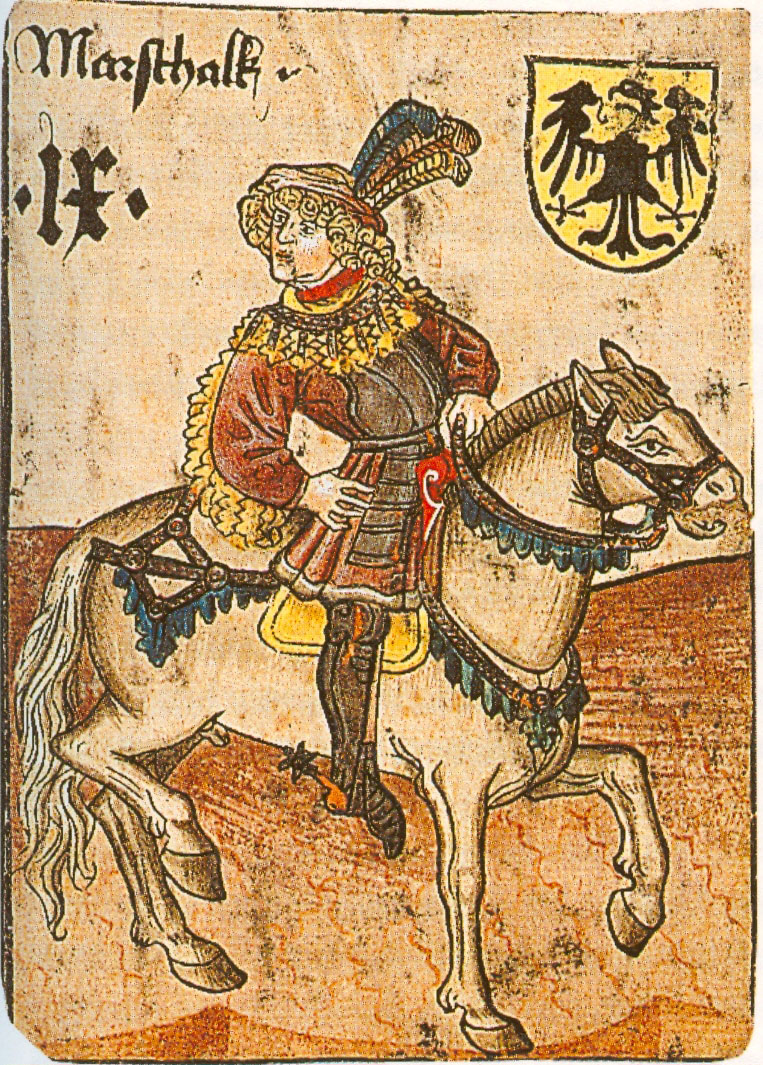
Der Marschall
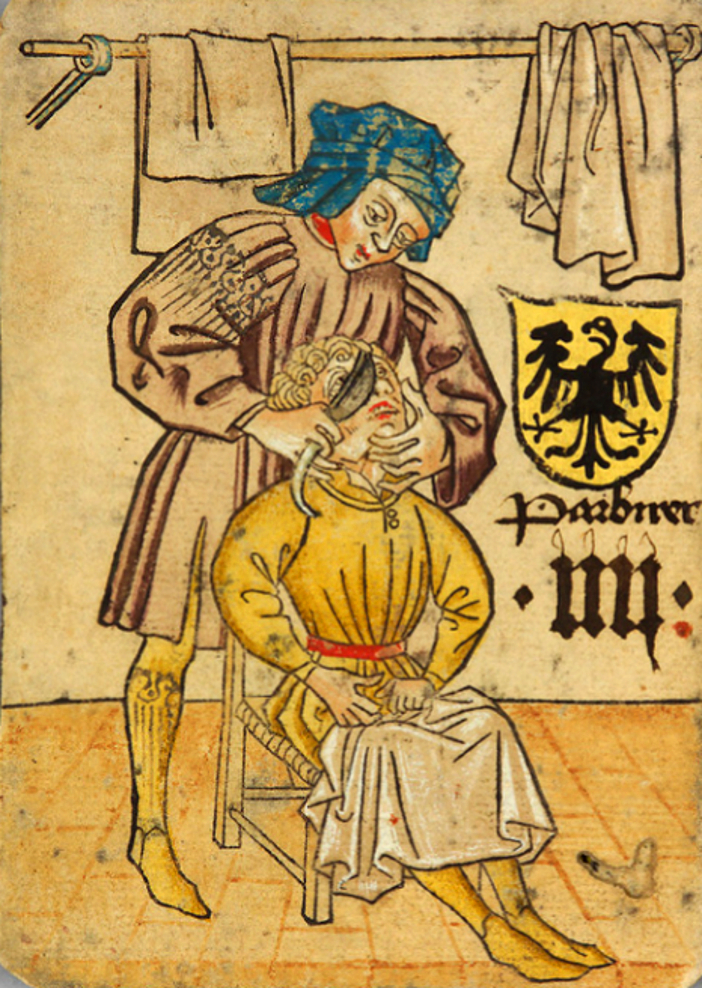
Der Barbier

## Tell-kártya vagy magyar kártya

### A Tell-kártya eredetéről megjelent vélemények

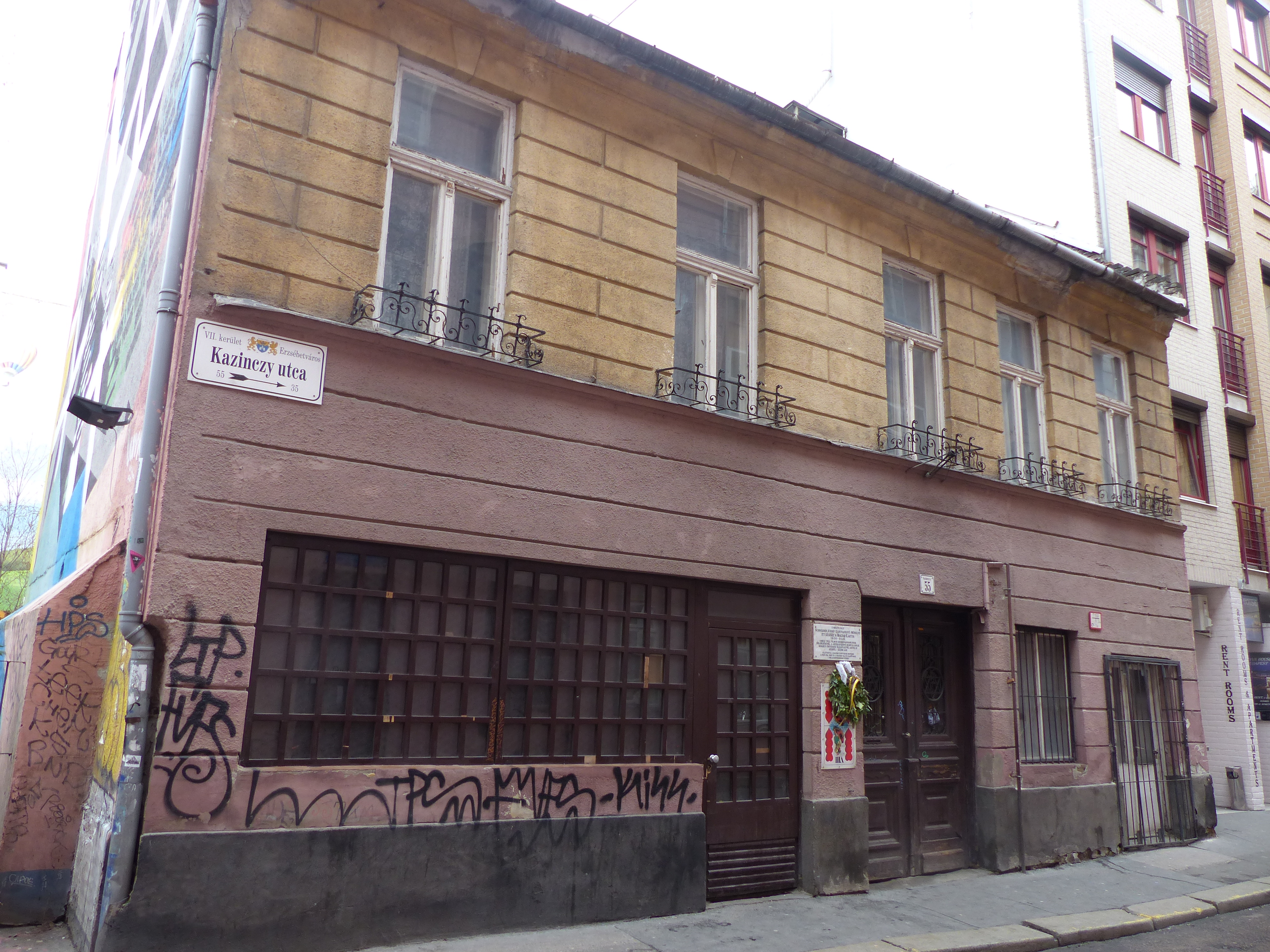
Ahol az első magyar kártyát készítették – Schneider József egykori műhelye

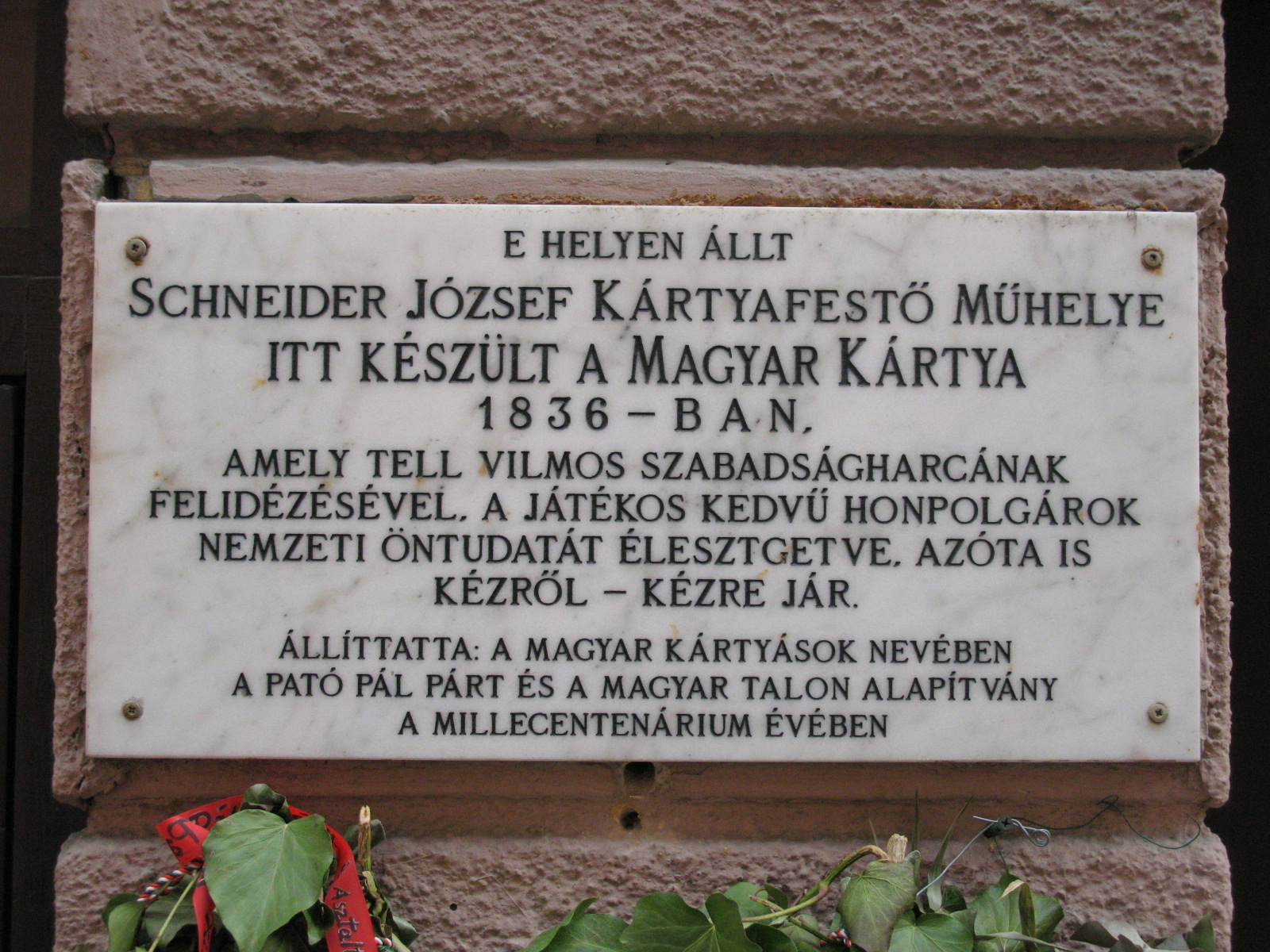
A magyar kártya emléktáblája a Wichmann-kocsma falán

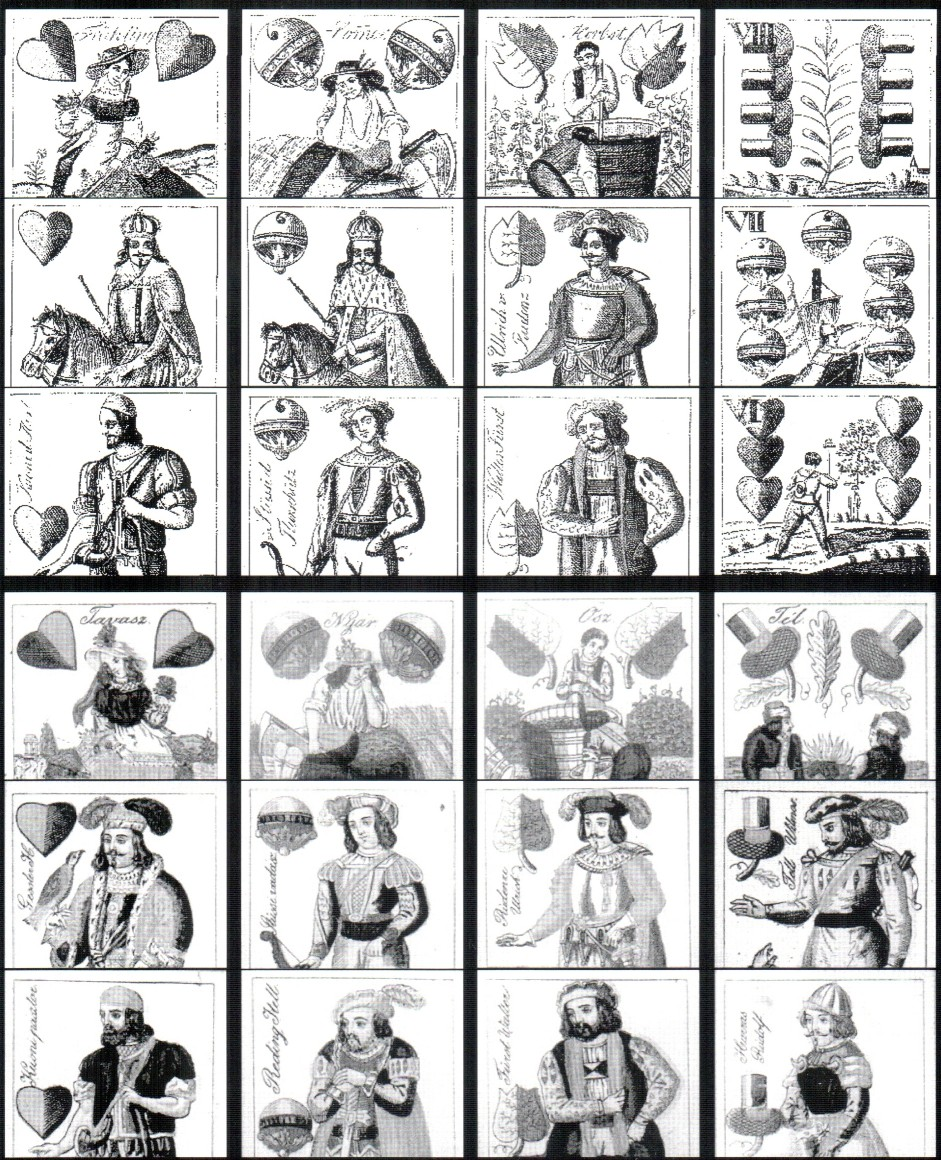
Schneider József metszett rajzai 1837-ből

Közép-Európa országaiban elterjedt kártyajátékok között érdekes színfolt az a kártya, amelynek lapjai a legendákban szereplő svájci szabadsághősnek, Tell Vilmosnak és társainak állít emléket.
A több mint másfél évszázad óta gyártott svájci tematikájú kártyaminta eredete sokáig tisztázatlan volt. Sokan svájci (helvét) kártyának nevezték, mások azt tartották, hogy Németországból került hozzánk. Egy tekintélyes amerikai szakíró, Hargrave nyilván a svájci alakokból ítélve, könyvében Svájc kártyái között említi, annak ellenére, hogy ott sohasem gyártották vagy használták.
A szakirodalom és a nyilvántartott nagy gyűjtemények katalógusai gyártóként csak a bécsi Piatnik nevét említik, holott számos magyar kártyafestő, több bécsi és prágai grafikus is készítette.
Nyitott kérdés volt az is, hogy miért vannak egy nálunk régóta gyártott kártyának a svájci történelemből vett alakjai.
Kolb Jenő kártyatörténész az 1984-nem megjelent Régi játékkártyák című könyvében már céloz arra, hogy a Tell-kártya magyar eredetű, és Schiller drámáján alapszik, bár eredeti készítőjéről még nem volt tudomása.
A bécsi Piatnik Ferdinánd, akinek apja Budán született és Pozsonyban végzett kártyafestő iskolát, a Tell-kártyát 1865 körül kezdte gyártani. Később a nagyvállalattá fejlődött cég budapesti, prágai és krakkói leányvállalatai útján az egész monarchiában elterjesztette. Nyilván ez keltette annak a látszatát, mintha a Tell-kártya a bécsi Piatnik eredeti gyártmánya, s így osztrák eredetű lenne. A gyár azonban sohasem utalt erre, sőt Jánoska Antal kártyatörténész kérdésére a következőket közölte: „Az általunk ismert legrégibb kártya Tell Vilmos alakjaival kb. 1860-ból származik. Azt hisszük azonban, hogy ilyen már korábban is létezett.”
Sylvia Mann angol gyűjtő és kártyatörténész egy régi kártyagyűjtemény megvásárlásával jutott a kártya birtokába, melyet 1973-ban azonosítottak be. A gyűjtő tanúsítványa, amelyben leírja a kártya pontos adatait, megállapítja: „A készítő: Schneider József Pesten. A kiadás ideje kb. 1835. Nem tudok más hasonló kártyáról sem múzeumokban, sem magángyűjteményekben.” Az adatokból és fényképekből kétségtelenül bebizonyítható, hogy a mai magyar kártyának Schneider kártyája volt az őse.

### A Tell-kártya története

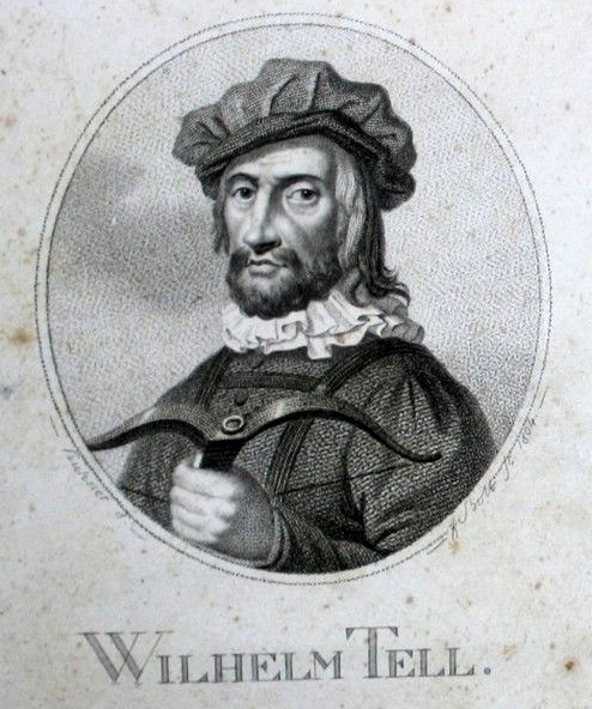
Tell Vilmos arcképe (1804)

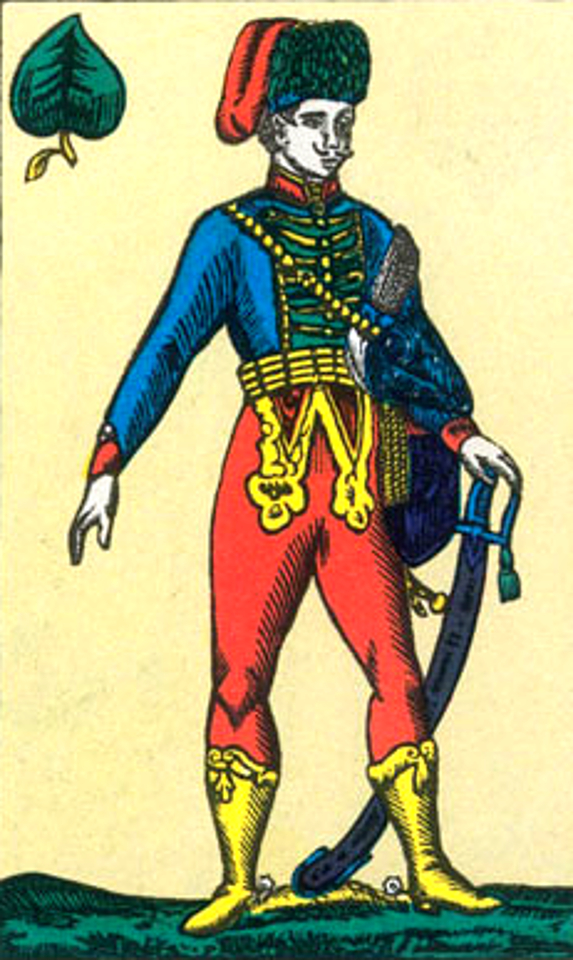
Magyar huszár motívum a német kártyacsomag zöld felsőjén, Unger Mátyás győri kártyafestő fametszetén (1800). (A német kártyában a király, felső, alsó figurák mellett kezdetben 2-től 10-ig terjedő szám is volt, később aztán a 3-4-5-ös számok kiestek, a kettesből pedig, az ún. kétszemből vagy duas-ból lett az ász – vagy mivel vaddisznó rajza díszítette, a disznó – végül pedig kiesett a 6-os szám is. Tehát kezdetben 48, majd 36, végül 32 lapos lett)

1736-ból való az első adat a Pest-Budán tevékenykedő kártyafestőkről, Cappellner Ferenc neve szerepel a polgárok között. Pesten 1800 után nagyobb kártyafestő műhelyek jöttek létre, többek között Tusch József, Zanbó József és Schneider József műhelyei. Ekkoriban terjedt el az acélmetszés technikája, ami elősegítette hogy a kártya elnyerje mai alakját. A 19. század elején az inkább csak idegen nyelvű kártyalapok fadúcok segítségével készültek, a nyomatokat azután kézzel festettek át. Győrben Unger Mátyás kártyafestő kártyái örvendtek nagy keresetnek. A Nemzeti Múzeum több csomagot őriz belőlük, ezeken az akkor még fametszetű lapokon a készítő műhelyének jelzése magyar nyelven is előfordul. Őriznek a győri mester kártyáiból egy próbalevonatot is, amelyen egy nagy papírlapon egymás mellett látható a 32 darab svájci kártyalap, mely azonban csak egy reklámlap lehetett. A metszeteket a mesterek saját maguk vésték.
Legelőször Budán találkozunk kártyafestőkkel. A budai polgárok törzskönyvébe 1736 május 4-én iktatják be Capellner Ferenc Józsefet, mint polgárt. 1751-ben Mária Teréziának és férjének látogatása alkalmával a polgárőrség sorai közt Joannes Capellner chartáé foliorum pictor nevével találkozunk. 1791-ben Tusch Józsefet, 1794-ben Kanszer Mihályt iktatják a budai polgárok soraiba. Az utóbbi Pestről költözött át Budára. Ezek a budai mesterek gondoskodnak kezdetben a pesti polgárok szükségleteiről is, mert itt csak később honosodik meg ez az iparág, hogy azután annál nagyobb virágzásnak örvendjen. 1798-ban Vagner Ignác vétetik fel mint kártyafestő a pesti polgárok közé. Az 1803. évi első pesti címtár Nitsch Mihály, Sonnenschein Antal és Wagner János neveit őrizte meg. A kártyafestők számának növekedése a két város fejlődésével tart lépést. Pestet kávéházai oly híressé tették, hogy egy angol utazó, Towson Róbert 1793-ban e tekintetben páratlannak meri nevezni.
 Az alkalmazott kisgrafika egyik ága, a kártyagrafika volt, s a kártyafestést akkoriban Pozsonyban és a bécsi Akadémián tanították.
…a német kártya olasz minták után indult. Hogy pedig a magyar kártyát svájczinak is szoktuk nevezni, az onnan van, mert később a magyar kártyákon nagy előszeretettel ábrázolták Tell Vilmost és vitéz társait. Ismeretes dolog továbbá az is, hogy a régi kártyákon sokszor szerepelnek czímerek, így többször a magyar is, valamint azt is tudjuk, hogy voltak kártyák, melyek az egész állatvilágot szemléltették. Innen maradt hagyományképen az a néhány állatkép a mi kártyánkon is…
A Tell-kártya az 1848-as szabadságharcot megelőző időben jelent meg, amikor Európa-szerte forradalmi mozgalmak érlelődtek. Az acélmetszés technikája új kihívást jelentett a kártyakészítők körében.
Az alsó és felső lapok alakjait Schneider Józsefnek a pesti kártyafestőnek, Schiller 1804-ben írt Tell Vilmos című drámája ihlette, amelyet Magyarországon már 1827-ben Kolozsvárott színpadon is előadtak. A Schiller darabját 1833-ban Nagybányán is megismerhették, a pesti Nemzeti Színházban pedig 1848-ban játszották, később új szereposztással 1849-ben is láthatta a közönség. A Magyar Színművészeti Lexikon szerint; „Hozzánk elég későn került: A Nemzeti Színház Nádaskay Lajos szövegfordításában, 1856. máj. 9-én adta először.”
Ebben az időben az Európa szerte elterjedt divat népszerűvé tette, hogy az irodalmi alkotásokat – köztük a drámák szereplőit kártyákon ábrázolják. Valószínűleg a divatot követve az új kártyamintát kereső Schneider nem a magyar történelemből választott szabadsághősöket kártyája illusztrálására, hiszen az osztrák cenzúra minden bizonnyal elkoboztatta volna. Egy német szerző híres drámájában szereplő alakok ábrázolását azonban a Habsburg adminisztráció nem kifogásolhatta, bár a dráma lényegi csúcspontja az, hogy a népharag elsöpri a zsarnokokat. Schneidert nyilván inspirálta a dráma alapgondolata, a Habsburgok elleni küzdelem, amelyben Svájcnak is része volt. A műből nyolc alakot választott ki, hat lap a szabadsághős Tell Vilmost és társait, két lap a zsarnok helytartót, Geszlert (németesen Gessler) és csatlósát ábrázolja. Az egyébként még rézbe metszett király és az ász lapok rajza nem eredeti elgondolás. Lovas királyok már 16. századbeli kártyákon is előfordultak, a négy évszakot allegorizáló ász lapokra pedig szintén van példa Unger Mátyás győri kártyafestő körülbelül 1800-ból származó csomagjában.
A készítő neve a makk VII lapon van feltüntetve: „Zu finden bei Joseph Schneider in Pesth.” Az előállítás dátuma egyik lapon sem szerepel, Schneider működési idejét azonban ismerjük. A pesti polgárságot 1820-ban nyerte el, neve az 1842. évi pesti címtárakban megtalálható. A Kiskereszt utca 520. szám (a mai VII. kerületi Kazinczy utca 55.) alatt volt a műhelye. Schneider kártyalapjainak stílusa a biedermeier művészeti irányt követi, amely a 19. század első felében divatos volt hazánkban. A lapok hátoldala vörös márványerezésű. Ilyen reverzeket főleg a 19. század első felében készítettek. A felhasznált karton jellemzői az ez időszakban készített kártyák kartonjával azonosak. Mindezek az adatok arra utalnak, hogy a Schneider-kártya megjelenésének ideje a 19. század első felére, közelebbről az 1830-as évekre tehető.

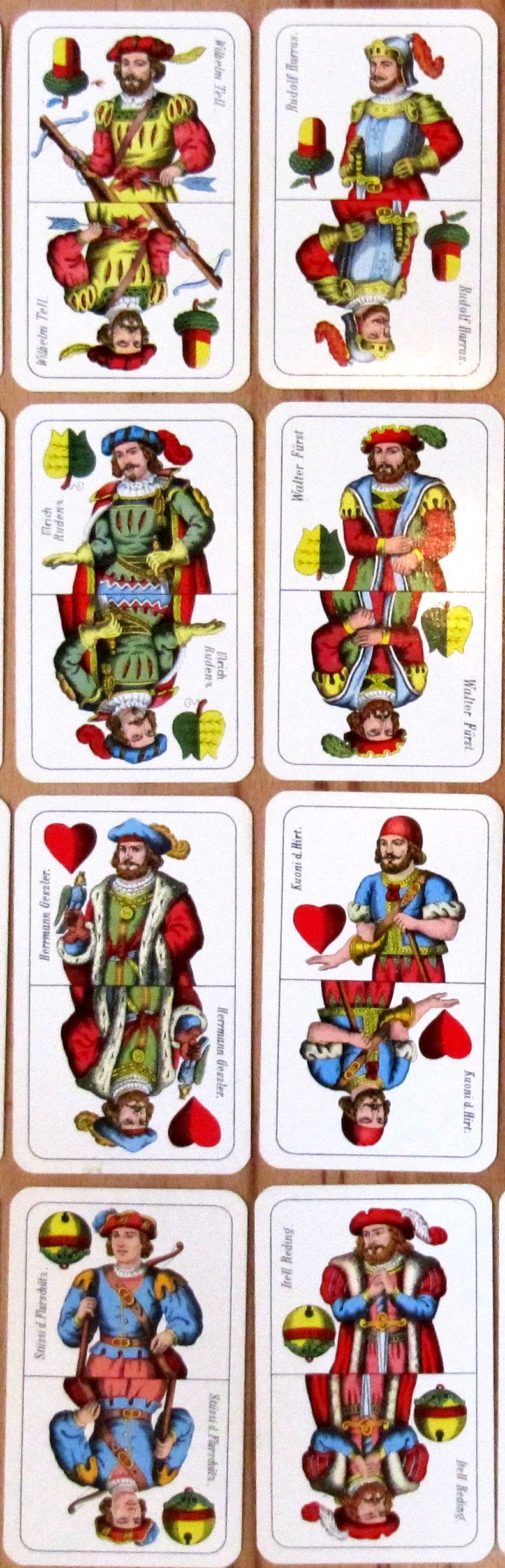
A 36 lapos „Doppeldeutsche” Tell-kártya hat lapja Schiller Tell Vilmos drámájában szereplő legendás svájci alakok nevével, német nyelven

Schneider a 36 lapos kártyát rézbe metszette, s a fekete levonatokat részben sablonnal, részben kézzel festette. A piros, skarlátvörös, kék és barna színeket sablonnal vitte a 94×56 milliméter nagyságú lapokra, míg az arcot, a kezet és a ruházat apró díszeit kézzel festette rózsaszín, sárga, illetve halványzöld színekkel. A feliratok német nyelvűek – abban az időben még nem volt az ország hivatalos nyelve a magyar.
A Schneider-kártya gondolati tartalmánál fogva népszerű volt, mert emlékeztetett arra, hogy az ország nem szabad a Habsburgok alatt, míg a svájciak már századokkal előbb kiűzték őket. Valószínű, hogy az 1848-as szabadságharc leverése után elkobozták, mert semmi nyoma nem maradt ebből az időből sem múzeumokban, sem a szakirodalomban. Ma már nem állapítható meg, hogyan került ki Angliába, de feltehető, hogy 1849-es emigránsok útján. Azt sem lehet tudni, hogyan került egyik kártyafestőtől a másikig, mert 1855 körül a pesti Giergl János már készített ilyen kártyát, majd ezt követően Schill és Tempel, Zsíros István, Griegl István és mások.
A mesterjelölt az acél- vagy rézmetszettel, amelyet a jövőbeli mesterségéhez metszenie kell, 20 játszma kártyát úgy készítsen el, hogy abból teljesen hibátlan 6 játszma tarokk, 6 francia és 6 német kártyát összeállíthasson; a színezéshez szükséges 40-50 sablont maga készítse el, mint a többi munkát is: nyomassa, ragassza, kifesse (hátlapot tetszése szerint), simítsa és körülvágja. E próbát 4 hét alatt megcsinálja.
A kártyafestők közül némelyik kissé változtatott az eredeti kártyán. Így Giergl János a Kuoni pásztort tök alsóként ábrázolta, Reding Itellt pedig megtette piros alsónak, vagyis felcserélte a színeket. A számos lapok közepén levő kis zsánerképek változatlanul maradtak, esetleg felcserélődtek. Az eredeti Schneider-kártyán az a jelenet, amelyen Tell Gessler parancsára lelőni készül nyilával a fia fejére helyezett almát, a piros VI lapon van. Gessler póznára helyezett kalapját, amely előtt az arra menő svájciaknak meg kellett hajolniuk, a piros IX lap ábrázolja. Tell búcsút intő felesége és gyermeke a zöld Vl lapon, a csónakon átkelő Tell pedig a tök VII lapon látható.
A bécsi Piatnik & Söhne cég 1865 körül kezdte gyártani a kártyát „Doppeldeutsche Schnapskarten” elnevezéssel, de átrajzolt formában. Az alakok azonossága, testtartása, öltözékének stílusa, az évszakokat allegorizáló ász lapok azonos kompozíciója kétségtelenül jelzi, hogy Schneider lapjait vették mintául. A kompozíciók népszerűségüket a tükörképességüknek köszönhették, amelynek segítségével a színes kártyalapok a játékosok számára könnyen és gyorsan felismerhetővé váltak a játék során és ami így a kezelhetőségüket is javította, hiszen korábban Közép-Európában egyalakos német kártyával játszottak.
A monarchiában monopolhelyzetet élvező Piatnik gyár az eredeti Schneider-kártya két típusát alakította ki néhány lap rajzának megváltoztatásával. Az egyik változatban a nyarat megszemélyesítő, kaszát tartó ifjút (tök ász) felcserélte sarlót tartó leánnyal: a makk ász tűz mellett guggoló férfialakját pedig rőzseköteget cipelő öregasszonnyal. A másik változatban a Kuoni pásztornak (piros alsó) széles karimájú kalapja van, s jobb kezét szájához emeli, Stüszi vadász (tök felső) a bal karját esküre tartja, a zöld ász szüreti jelenetéből pedig az egyik alak elmaradt.
1868. novemberben 28-án Giergl István, Schill István, Wilner József, Zsíros István kártyagyárosok és Tury Ferenc papírkereskedő megalapították az Első Magyar Kártyagyár Részvénytársulatot, amely a német egyfejű kártyát 10 változatban, és kétfejű német kártyát is gyártott Tell-motívumokkal. 1896-ban a gyárat eladták a bécsi Ferdinand Piatnik und Söhne Játékkártyagyárnak.
Az első világháború után a monarchia széthullott, de a Tell-kártya megmaradt, s tovább gyártották hazánkban, valamint Ausztriában és Csehszlovákiában is. A második világháború végéig nálunk mindkét változat előfordult.
Amikor a Piatnik cég a második világháború után Ausztrián kívüli vállalatait elvesztette, s azok önálló gyárakká alakultak, a két típus területileg elkülönült. A magyar Játékkártyagyár, mint a budapesti leányvállalat utóda, a második változatot gyártja „magyar kártya” néven. A bécsi Ferdinand Piatnik & Söhne cég az első típust adja ki „Doppeldeutsche Schnapskarten” elnevezéssel: Piatnik prágai vállalatának utóda, az O.T. K. (Obchodni Tyskarny P. N. Kolin) szintén az első típust gyártja, de feliratok nélkül. A kártyát ott „Hrací karty dvouhlavé”-nak hívják.
A több mint másfél évszázados múltú kártyának az ad sajátosságot, hogy az általánosan használt és folyamatosan gyártott hagyományos kártyák közül az egyedüli, amely a lapjain levő képek témáját irodalmi műből meríti.

### Galéria

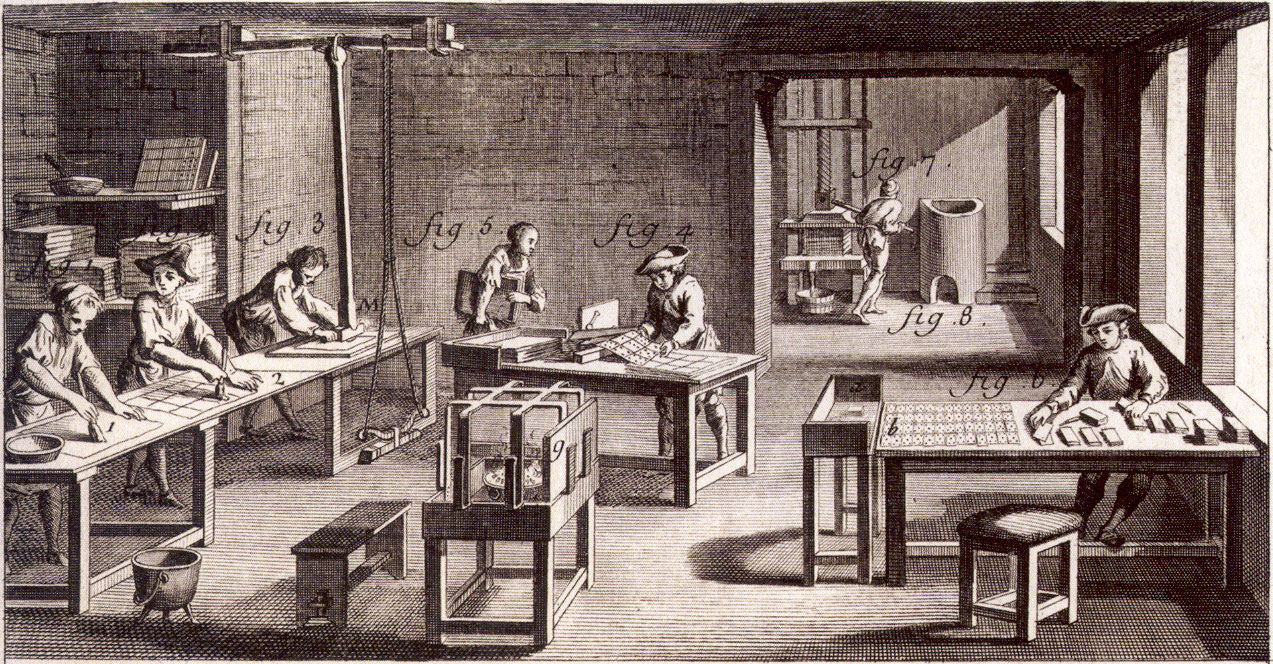
18. századi kártyakészítő műhely
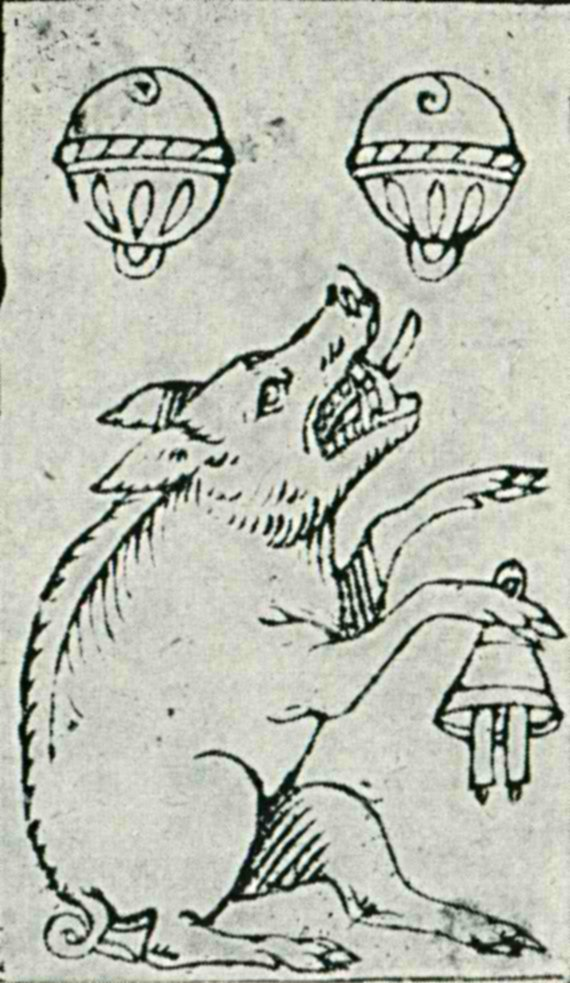
Középkori német kártyalap (1485). A 16-17. században ötvenkét lapos kártyacsomagokat használtak, a számozott lapok egytől tízig terjedtek és ász még nem volt, a legerősebb lapnak a király számított. Az egyes (majd később a kettes) értékű lapokra vaddisznót rajzoltak
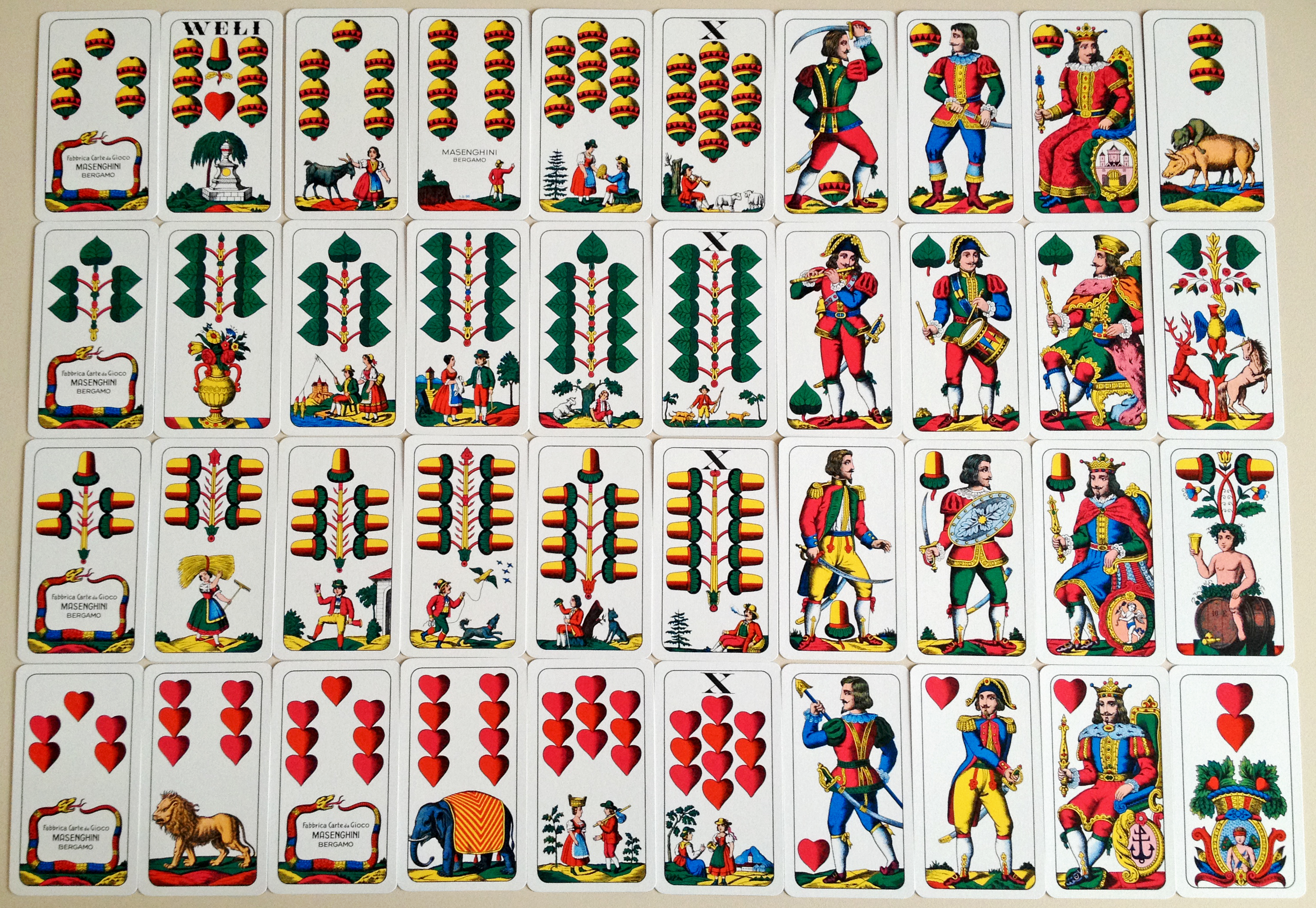
A német kártya 4 színű és nem tükörképes változatát Ausztriában, Liechtensteinben és Olaszországban használták
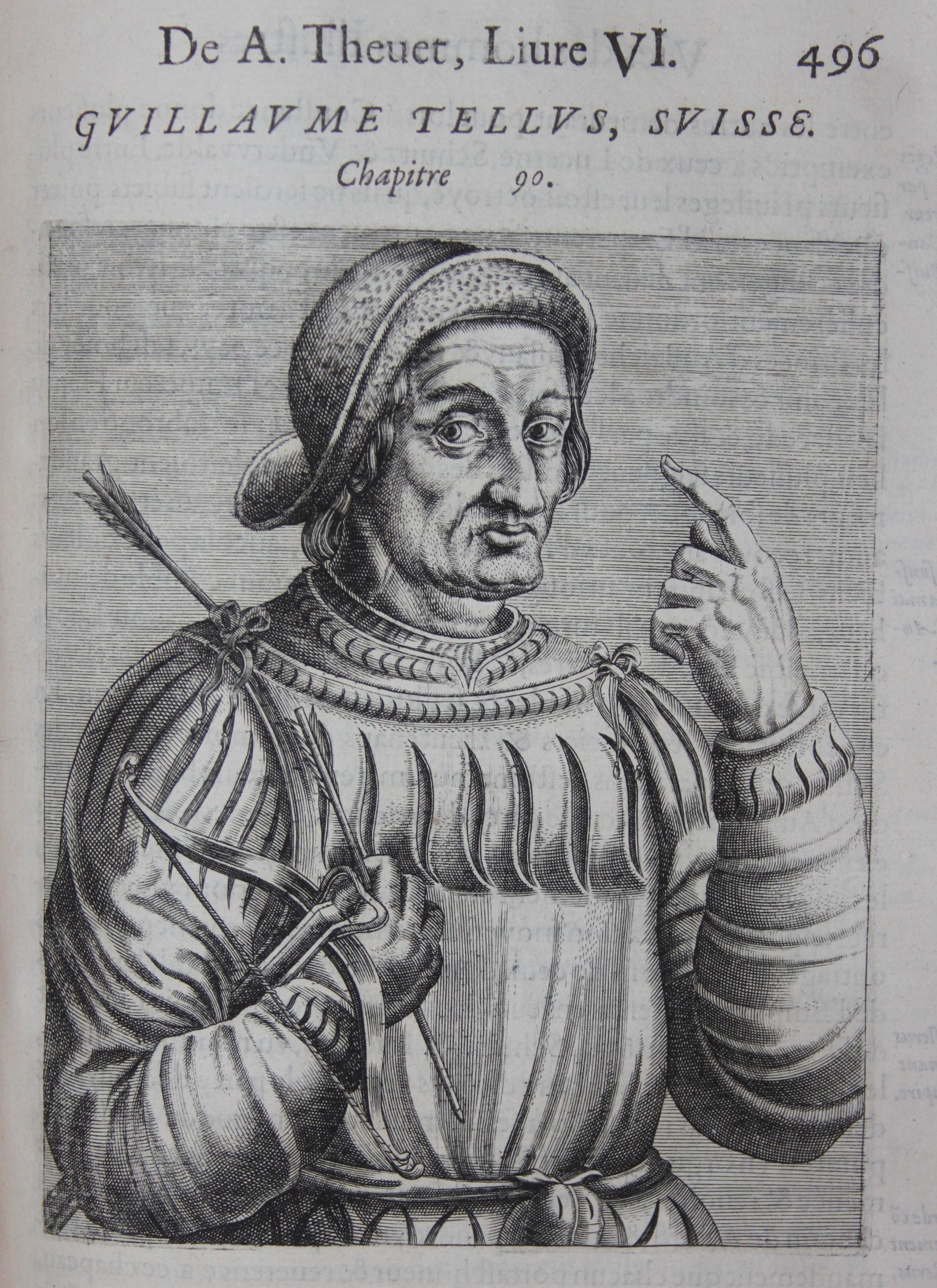
Tell Vilmos svájci szabadsághős korai ábrázolása (1584)
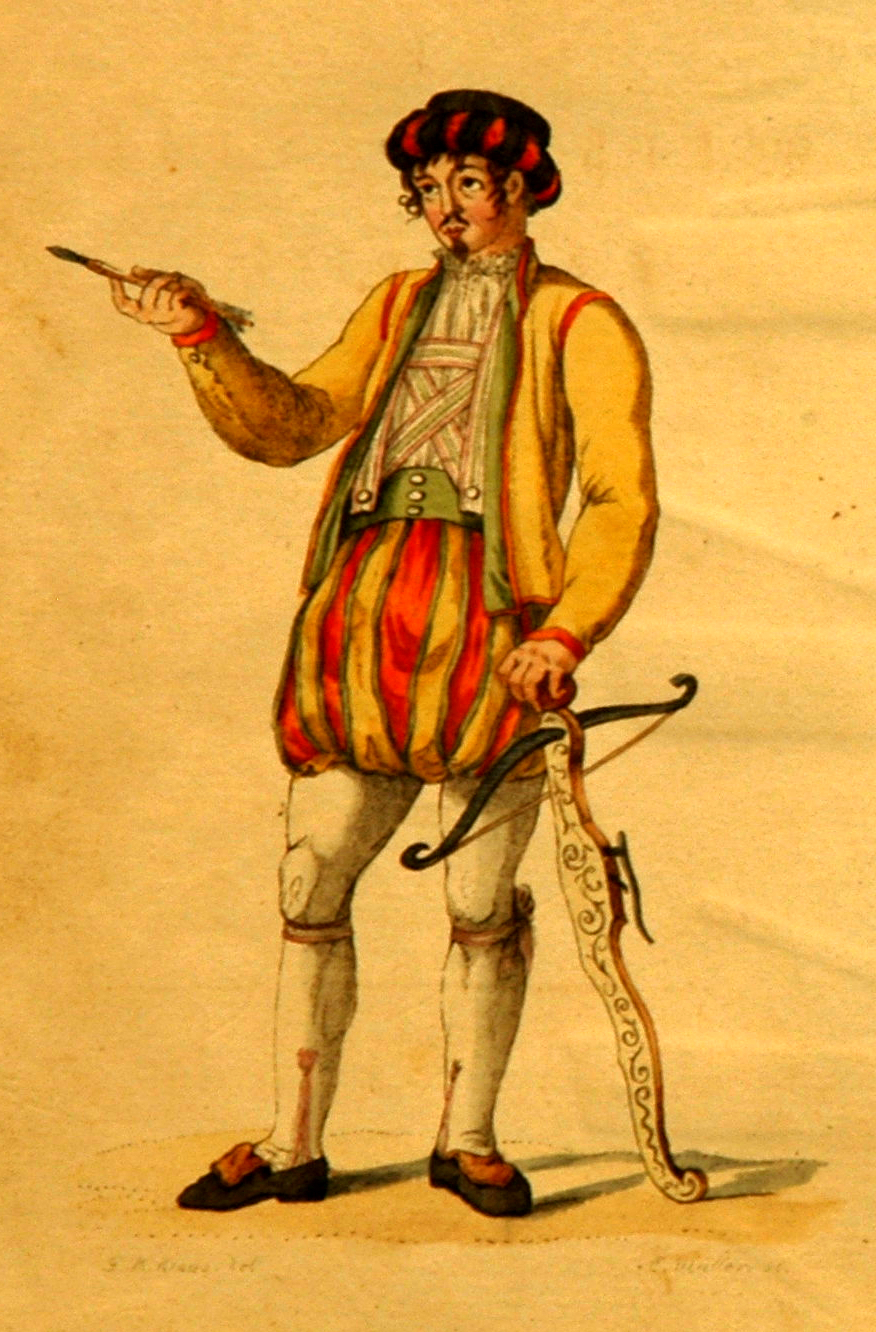
Tell Vilmos nyílvesszővel (1804)
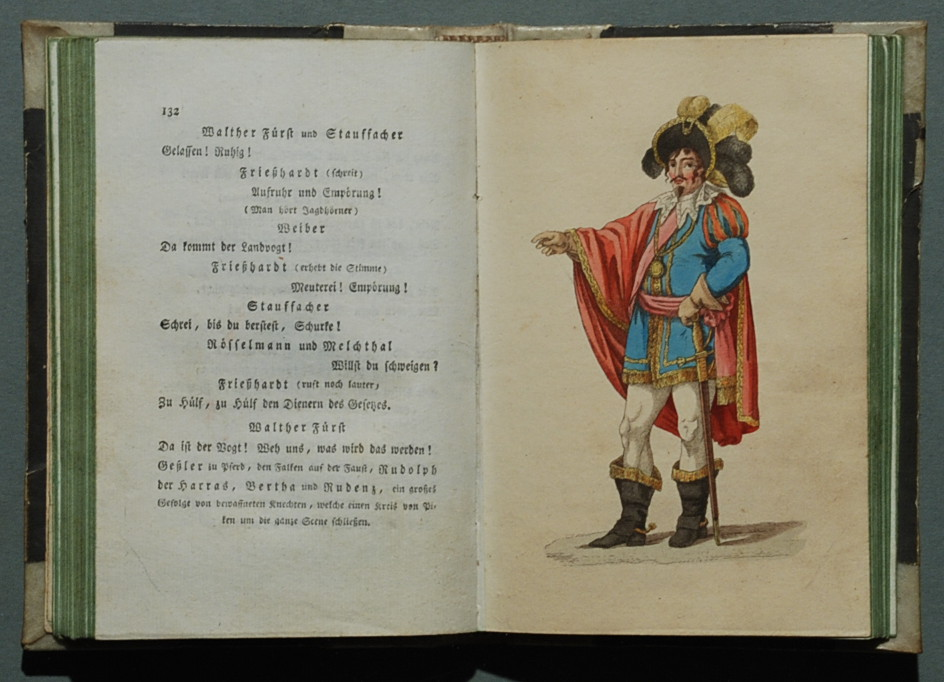
Gessler helytartó, illusztráció (1804)
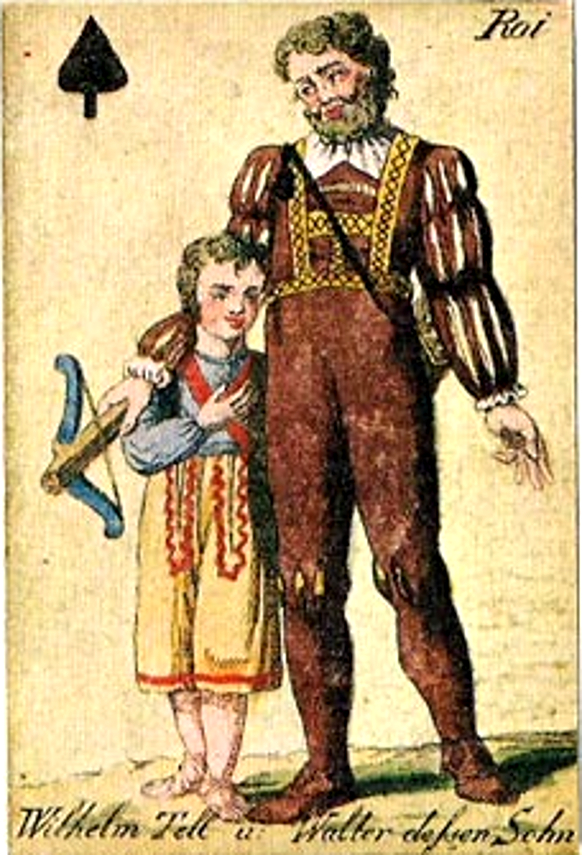
Tell Vilmos és fiának ábrázolása egy 1806-ban készített kártyapakli lapján
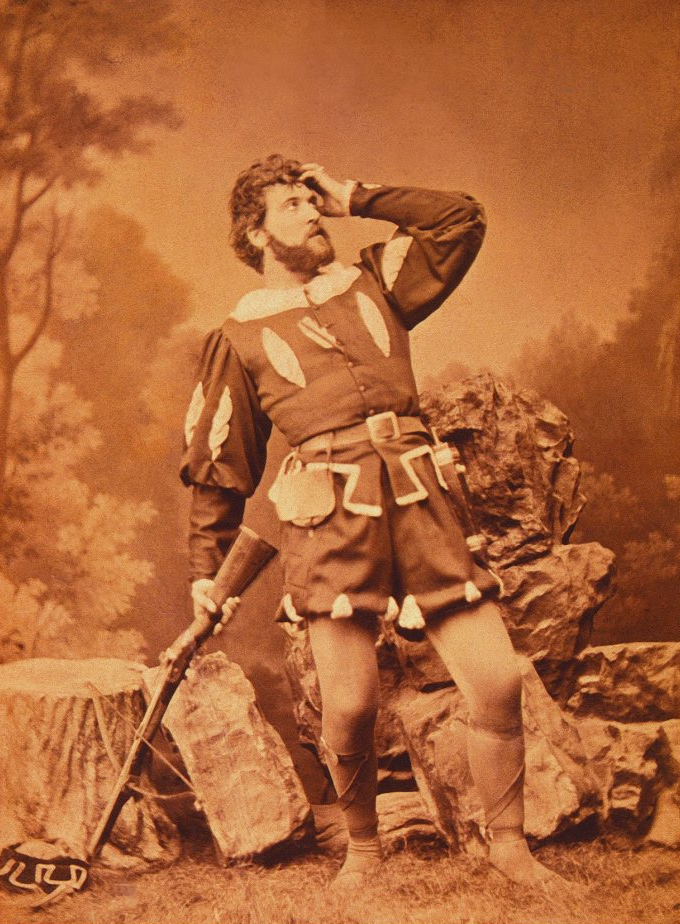
Maleczky Vilmos operaénekes Tell Vilmos szerepében (1886 körül)
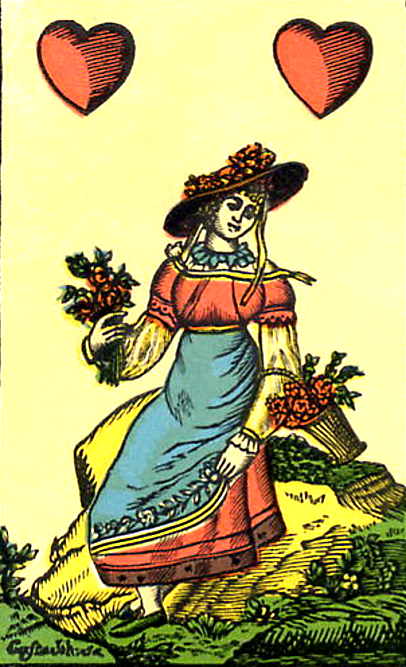
Idősebb Unger Mátyás győri kártyafestő piros ász lapja (1835 körül)
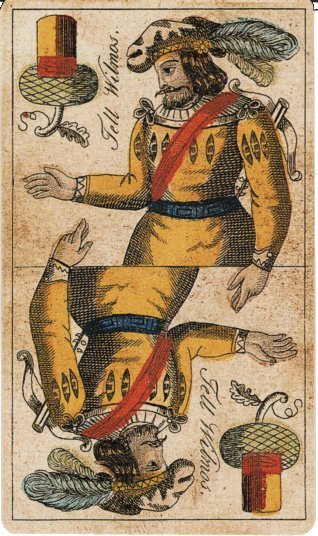
Salamon Antal kártyafestő makk felsője magyar felirattal (1850 körül)
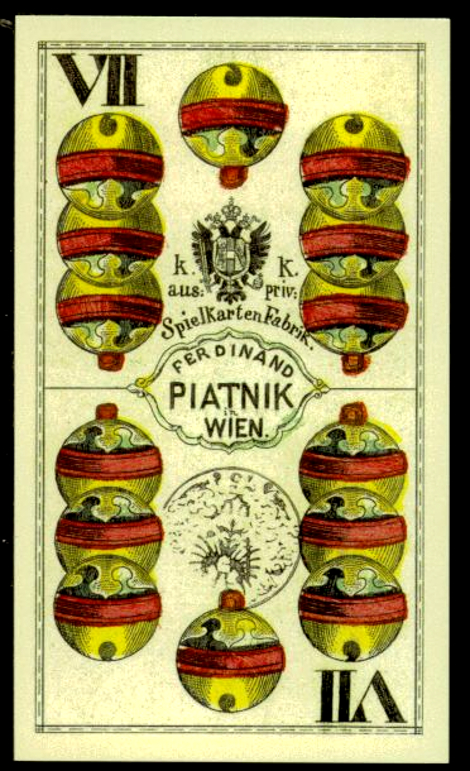
A klasszikus magyar kártya tök hetes lapja, Ferdinand Piatnik (1864)

### A Tell-kártya színei és szereplői
A kártyajáték alsó- és felső lapjain ábrázolt alakok és neveik mindegyike Friedrich Schiller német költő, drámaíró, filozófus és történész Tell Vilmos című drámájának szereplői.
| alsó           | Harras Rudolf – Geszler istállómestere (régebbi kártyákon Harras Rezső) | Kuoni pásztor                                               | Reding Itell – főbíró                                                       | Fürst Walter – Tell Vilmos apósa                               |
| felső          | Tell Vilmos                                                             | Geszler Hermann – helytartó                                 | Stüszi vadász – csősz                                                       | Rudenz Ulrich – lovag, aki a svájciak oldalára áll             |
| király         | lovas király                                                            | lovas király                                                | lovas király                                                                | lovas király                                                   |
| ász            | tél (idős férfi vadász tűznél melegszik)                                | tavasz (fiatal nő kalapban, virágokkal)                     | nyár (fiatal fiú pihen aratás közben)                                       | ősz (fiatal férfi bort iszik egy szőlősdézsa mellett)          |
| ászváltozatok* | tél (rőzsehordó öregasszony)                                            | tavasz (fiatal nő virágkoszorúval a fején, virágoskosárral) | nyár (arató nő, egyik kezében sarló, a másikban egy nyaláb levágott gabona) | ősz (szüreti jelenet, nő dézsával egyedül, vagy egy férfival.) |

- Ászváltozatok a Trefl 32 lapos magyar kártya csomagja és a Piatnik magyar kártya 33 lap No. 1813 sz. tipusa alapján.

### Érdekességek
- 1881. évi XXVII. törvénycikk a játékkártyák bélyegilletékéről – 11. § Játékkártyák üzletszerü árusitása. A játékkártyák üzletszerü eladásával foglalkozni kivánó, köteles ezen szándékát nyolcz nappal előbb, mielőtt az árusitást megkezdi, a pénzügyi hatóságnál irásban bejelenteni; továbbá üzleti helyiségét külsőleg is mint kártyaeladási üzletet megjelölni, és a játékkártyákat kizárólag csak a bejelentett helyiségben tartani, s egyedül abban elárusitani.[42]
- A Pallas nagy lexikona szerint: magyar K., mely áll 32 lapból, 4 különböző: vörös, tök, zöld és makk névvel jelölt s festett színben van mindenütt disznó, király, felső, alsó, tízes, kilences, nyolcas és hetes elnevezéssel biró 8-8 K.-lap, vagyis összesen 32.

#### Etimológia
- Tökfilkó – Ostoba ember, fajankó: ez a jelentés a tökkelütött, tökfejű szavak hatására alakult ki az eredeti „tök felső” helyett.[43]

A német kártya eredetileg 36 levélből állott; a hetes után t. i. volt még hatos is (Meyer, Conv. Lex.). Szintúgy a magyar kártya is. (Vö. Kassai V:270). Szabolcsban ma is járja a közmondás: „olyan, mint a kártyában a hatszem vagyis nincs a szavának súlya. Az alsó, felső és király német neve megvan már a XV. század végén : „so ist uf elem kartenspil alsó ein ordnung, das je höher sticht das under, der kimig sticht den oberman, der ober den undern" (vö. Grimm). A felső másik két neve : a filkó a cseh filekbői (Nyr. 13:152), a kolop pedig a lengyel chlop. cholophól (legény) származik (CzF.). A kártyabeli disznó magyar neve is német mintára vall.

#### Változatok
- A magyar kártya első variánsát az 1860-as években Wilner József adta ki. A lapokon a magyar történelem legendás alakjai voltak láthatóak.
- Az 1870-es években az Első Magyar Kártyagyár Részvénytársulat kártyájának lapjaira az Andrássy-Szlávy kormány tagjainak portréját festették.
- 1896-ban a Millenáris alkalmából a Piantik Kártyagyár újra kiadta az Első Magyar Kártyagyár korábbi kiadványát. Ezen a kiadványon költők is láthatóak.
- Hadsegélyező Kártya (Kriegfürsorgekarten) (1916) – Az első világháborúban kiadott változat, melynek ábrái a világháború témáját jelenítik meg, többek között József főherceget, Kövess Herrmannt, Szurmay Sándort, I. Ferdinándot. A kártya paklit 2014-ben újra kiadták.
- Igazi magyar kártya – A magyar történelem jeles, legendás alakjait ábrázoló kiadás. A kártyákon látható többek között Szent Erzsébet, Koppány vezér, Hunyadi Mátyás, Szilágyi Erzsébet.
- Törökverő magyar kártya – Gárdonyi Géza: Egri csillagok című regényének jeleneteit és alakjait ábrázoló kiadás.
- Tavaszi hadjárat – Az 1848-49-es szabadságharc jeleneteit és alakjait bemutató kiadás.
- Trianon 100 magyar kártya – A trianoni békediktátum jeleneteit és alakjait bemutató kiadás. Megjelent a diktátum aláírásának 100. évfordulóján.
- A magyar Faust – Orbán János Dénes Hatvani István legendáját feldolgozó, azonos című színdarabjának jeleneteit ábrázoló kiadás, melynek rajzait Nagy Sándor Zoltán készítette.

#### Vendéglátó helyek a Magyar kártya lapjairól elnevezve
- Makk VII[45]

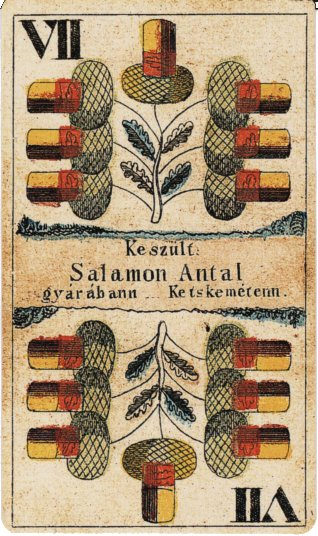
Salamon Antal kártyakészítő makk hetese (1850)

- Tök filkó söröző: Debrecen, Derék utca
  - Makk Hetes vendéglő: Budapest XII., Kiss János altábornagy u. 59.
  - Makk Hetes étterem: Budapest XII., Németvölgyi út 51.[46]
  - Makk Hetes söröző: Budapest XX., Nagykőrösi út 19.
  - Makkhetes vendéglő: Szentgotthárd, Árpád utca 12.
  - Makkhetes étterem: Sárospatak, Kossuth Lajos utca 57.
  - Makkhetes borozó: Balatonszabadi, Ady Endre utca 15.
  - Makk Hetes söröző: Eger, Kapás utca
  - Makk Hetes söröző: Mezőberény, Illyés Gyula utca
  - Makk Hetes söröző: Tokaj
  - Makk Hetes presszó: Úrkút, Mester utca 44.
  - Makk Hetes kocsma: Algyő, Kastélypark utca 104.
  - Makk Hetes söröző: Nemesgulács, József A. u. 87.
  - Makk Hetes söröző: Dunaharaszti, Zöldfa u. 30.
  - Makk Hetes söröző: Tótkomlós, Rákóczi u. 1.
  - Makk Hetes söröző: Székesfehérvár, Berényi út
  - Makk Hetes eszpresszó: Mezőtúr, Makk József utca 7.
  - Makk Hetes borozó: Barbacs, Csornai utca 8.
  - Makk Hetes: Tótkomlós
  - Makk Ász söröző: Kisvárda, Széchenyi u. 14.
  - Makk Ász söröző: Balassagyarmat, Kossuth Lajos utca 18.
  - Zöld Ász söröző: Miskolc, Búza tér (a Piac mellett)

## További információk

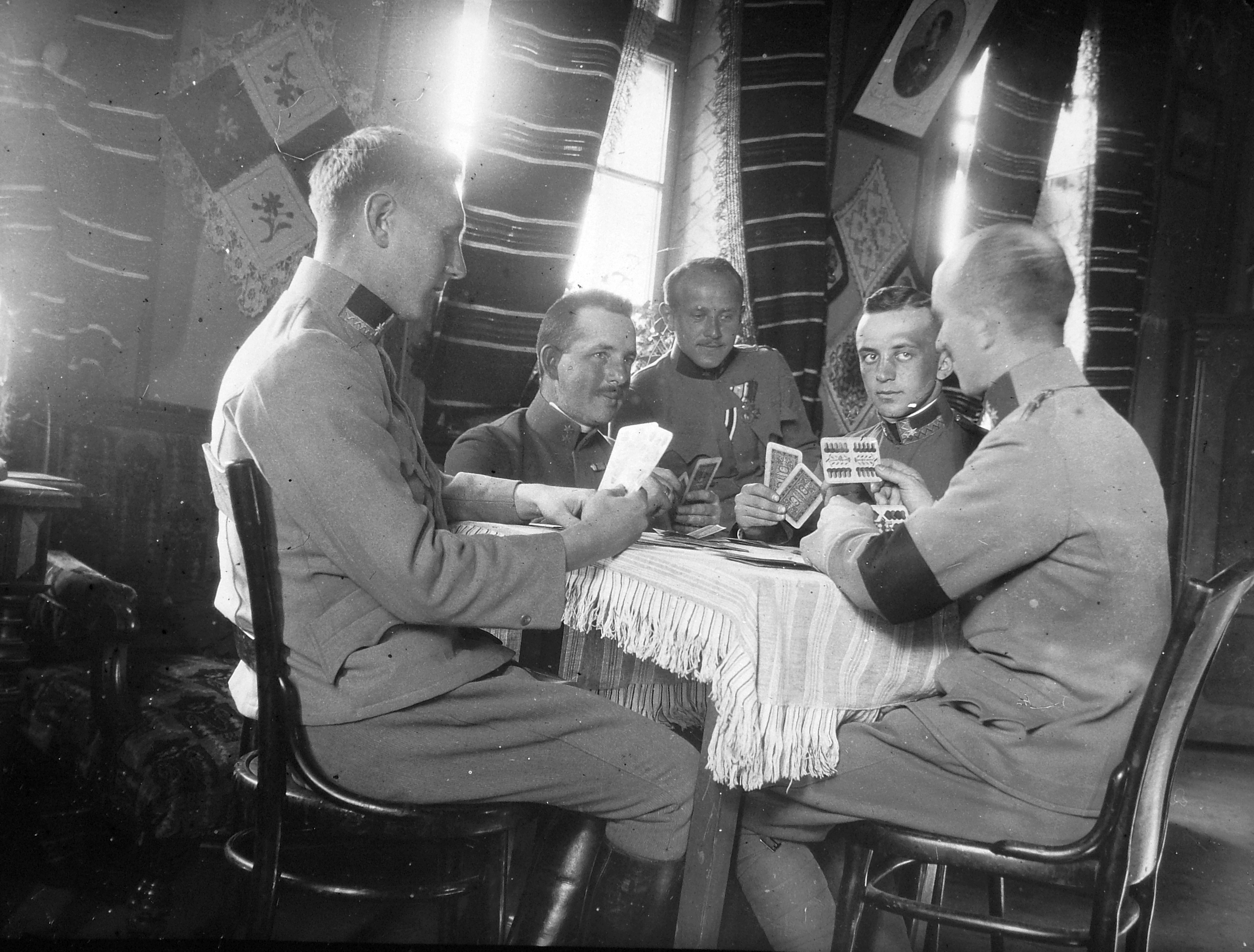
Magyar kártyával játszó katonák egy vendéglőben (1918)